# Просто друзья (фильм, 2018)
«Просто друзья» (англ. Just Friends, голланд. Gewoon Vrienden) — голландская романтическая комедия 2018 года на тему ЛГБТ с Йошей Страдовски и Майд Мардо в главных ролях, снятая голландским режиссером Эллен Смит. Фильм был показан на премьере Пертского Международного Фестиваля Квир-фильмов и получила Приз Зрительских Симпатий после показа на MIX Milano International Lesbian and Gay Film Festival.

## Сюжет
Йорис (играет Йоша Страдовски) — голландский юноша, который пытается смириться со смертью своего отца, произошедшей почти 10 лет назад. Его властная мать никак не помогает ему справиться с этими чувствами.
Яд — молодой студент-медик и сирийский беженец (играет Майд Мардо), который поселился в Нидерландах и устраивается помогать с работой по дому к бабушке Йориса — к Анс (играет Дженни Ареан), где они и знакомятся. Яд вернулся из Амстердама, чтобы жить со своей семьей, но не находит с близкими общий язык из-за разных взглядов на жизнь.
Благодаря музыке и спорту между героями начинают завязываться отношения, и по мере того, как их чувства друг к другу растут, они чувствуют себя не «просто друзьями». С другой стороны, их матери угрожают поставить под угрозу эти отношения, и прежде чем развивать отношения между собой, обоим героям приходится разобраться в семейных проблемах.

## В ролях
- Йоша Страдовски в роли Йориса
- Маджд Мардо в роли Яда
- Дженни Арен в роли Анс
- Таня Джесс в роли Симоны
- Мелоди Клавер в роли Мун
- Мохамад Алахмад в роли Элиаса
- Назмие Орал как Марьям
- Элен Зуидмер в роли Фиентже
- Роско Лейен в роли Герлофа
- Сьорд Драгцма в роли Митча
- Юнес Бадрейн в роли тренера
- Стэн Гобель в роли юного Йориса
- Ренске Хеттинга в роли молодой Мун
- Энн Пракке в роли Барта
- Соня Эйкен в роли Лели
- Малкольм Хьюго Гленн в роли Эрвина
- Тесса дю Ми в роли сотрудницы крематория
- Джастин Моиджер в роли друга Яда

## Рекомендации
1. ↑  de Zwaan, Dineke. Recensie NPO Telefilms (нидерл.). Spreekbuis.nl (28 февраля 2018). Дата обращения: 1 мая 2020.
2. ↑  Festival MIX Milano: Just Friends Архивная копия от 2 февраля 2019 на Wayback Machine  (итал.)